# Rhizogeton ezoense
Rhizogeton ezoense är en nässeldjursart som beskrevs av Agassiz 1862. Rhizogeton ezoense ingår i släktet Rhizogeton och familjen Hydractiniidae. Inga underarter finns listade i Catalogue of Life.